# István Vad
István Vad (30 de maio de 1979), é um árbitro de futebol húngaro. É árbitro internacional da FIFA desde 2007.
Na Hungria ele é conhecido como István Vad II, porque seu pai com o mesmo nome também foi árbitro internacional (assim como o avó que também foi árbitro). Além de que, Vad tem uma irmã, Anita, que também é árbitra.